# Вінцентув (Красноставський повіт)
Вінцентув (пол. Wincentów) — село в Польщі, у гміні Красностав Красноставського повіту Люблінського воєводства.
Населення — 351 особа (2011).
У 1975-1998 роках село належало до Холмського воєводства.

## Демографія
Демографічна структура станом на 31 березня 2011 року:
|          | Загалом | Допрацездатний вік | Працездатний вік | Постпрацездатний вік |
| -------- | ------- | ------------------ | ---------------- | -------------------- |
| Чоловіки | 175     | 33                 | 128              | 14                   |
| Жінки    | 176     | 44                 | 98               | 34                   |
| Разом    | 351     | 77                 | 226              | 48                   |